# Jones/Derenne Range
Jones/Derenne Range, también conocido como Jones' Lower Range, es un edificio histórico ubicado en East Bay Street en Savannah, Georgia, Estados Unidos. Ubicado en el distrito histórico de Savannah, partes del edificio datan de 1817. El Distrito Histórico de Savannah está incluido en el Registro Nacional de Lugares Históricos, y este edificio es una propiedad contribuyente.

## Historia
El edificio fue originalmente un almacén de algodón.

### Posada de la calle del río
Los cuatro pisos superiores de 124 East Bay Street han sido ocupados desde 1986 por River Street Inn,  llamado así por la calle a la que da la espalda y que sirve a los tres pisos inferiores. La posada es miembro del programa de Hoteles Históricos de América del National Trust for Historic Preservation. El primer piso (accesible desde River Street) está destinado a un restaurante.
En 2021, la afiliada local de ABC, WJCL, investigó si está embrujada.

#### Hoteles Históricos de América
"Ocupando una manzana entera y envuelta alrededor de un hermoso atrio central, la estructura de cinco pisos funcionó primero como una instalación de almacenamiento, clasificación y exportación de algodón. Los pisos de los dos niveles inferiores se construyeron en 1817 con piedra reciclada lastre con puertas anchas y arqueadas para acomodar grandes fardos de algodón en movimiento, mientras que los tres pisos superiores, agregados en 1853, tienen ventanas del piso al techo. para permitir el máximo de luz en lo que una vez fue utilizado como oficinas, para una fábrica de algodón."

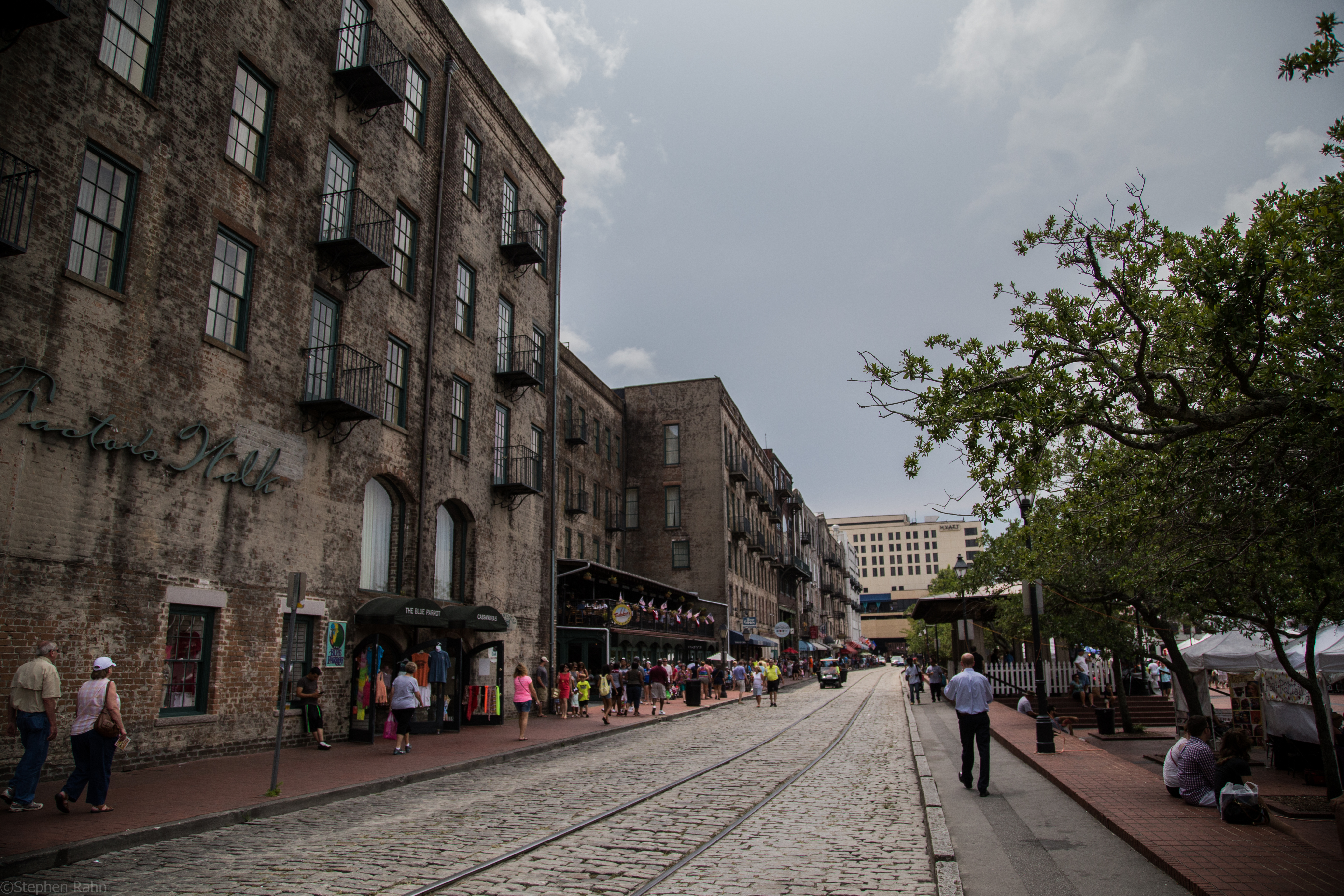
Mirando al oeste, 2014